# Viktoria Fersh
Viktoria Fersh (russisch Виктория Ферш; * 1978 in der Estnischen SSR) ist eine russische Sängerin im Bereich des Pop-Rocks.

## Karriere
1993 kam Fersh aus Tallinn in Estland nach Deutschland. Sie singt seit ihrem fünften Lebensjahr, seit 2001 veröffentlicht sie Musik. Texte und Melodien erarbeitet sie gemeinsam mit ihrem Manager. Arrangements werden in ihrem Studio in Dortmund durchgeführt.
Sie tritt vor allem in russischen Diskotheken in Deutschland auf. Bei Liveauftritten wird sie meistens von zwei Tänzerinnen begleitet. Anfang 2005 trat sie in St. Petersburg auf, was ihre Popularität in Russland steigen ließ. Seitdem laufen ihre Lieder auch im russischen Radio. In Deutschland wurde sie bekannt, als sie gemeinsam mit der Band Rammstein das Lied Moskau auf dem Album Reise, Reise aufnahm. Fälschlicherweise behauptet sich das Gerücht, dass das Stück mit t.A.T.u. aufgenommen wurde.
Ende 2012 war sie auf Deutschland-Tour.

## Diskografie

### Alben
- 2002: Vecherinka[2]
- 2010: so ljdom (eisig)

### Gastbeiträge
- 2004: Moskau (Rammstein feat. Viktoria Fersh)